# ENSA
ENSA (англ. Endosulfine alpha) – білок, який кодується однойменним геном, розташованим у людей на короткому плечі 1-ї хромосоми.  Довжина поліпептидного ланцюга білка становить 121 амінокислот, а молекулярна маса — 13 389.
| 10         |  | 20         |  | 30         |  | 40         |  | 50         |
| ---------- |  | ---------- |  | ---------- |  | ---------- |  | ---------- |
| MSQKQEEENP |  | AEETGEEKQD |  | TQEKEGILPE |  | RAEEAKLKAK |  | YPSLGQKPGG |
| SDFLMKRLQK |  | GQKYFDSGDY |  | NMAKAKMKNK |  | QLPSAGPDKN |  | LVTGDHIPTP |
| QDLPQRKSSL |  | VTSKLAGGQV |  | E          |  |            |  |            |

A: Аланін

D: Аспарагінова кислота

E: Глутамінова кислота

F: Фенілаланін

G: Гліцин

H: Гістидин

I: Ізолейцин

K: Лізин

L: Лейцин

M: Метіонін

N: Аспарагін

P: Пролін

Q: Глутамін

R: Аргінін

S: Серин

T: Треонін

V: Валін

Кодований геном білок за функцією належить до фосфопротеїнів. 
Задіяний у таких біологічних процесах як клітинний цикл, поділ клітини, мітоз, ацетиляція. 
Локалізований у цитоплазмі.